# Ropień zagardłowy
Ropień zagardłowy (łac. abscessus retropharyngeus) - ropień tkanek miękkich okolicy zagardłowej zlokalizowanej za tylną ścianą gardła. Może występować w formie ostrej lub przewlekłej.

## Ostry ropień zagardłowy
Ostra postać ropnia zagardłowego występuje głównie u niemowląt lub dzieci i zwykle jest powikłaniem bakteryjnego zakażenia umiejscowionego w obrębie nosogardła, migdałków, zatok przynosowych lub ucha środkowego. Powstaje w wyniku zropienia węzłów chłonnych zagardłowych. Objawia się trudnościami w połykaniu, gorączką i powiększeniem szyjnych węzłów chłonnych. Może prowadzić do znacznego upośledzenia drożności górnych dróg oddechowych a nawet niewydolności oddechowej. Podczas badania fizykalnego stwierdza się uwypuklenie tylnej ściany gardła.
Leczenie ropnia zagardłowego często wymaga chirurgicznego drenażu. Konieczna jest również antybiotykoterapia. W przypadku znacznych trudności w oddychaniu należy rozważyć wykonanie tracheotomii.

## Przewlekły ropień zagardłowy
Przewlekły ropień zagardłowy występuje w przebiegu gruźlicy trzonów kręgów szyjnych. Leczenie polega na leczeniu choroby podstawowej.